# 陈秉化
陈秉化，海州人，是一名清朝政治人物。
陈秉化曾于康熙四年(1665年)接替李英任兴化府知府一职，康熙六年由慕天颜接任。